# Пирамиди (роман)
Вижте пояснителната страница за други значения на Пирамида.
Пирамиди (на английски: Pyramids) е седмият по ред роман от поредицата на Тери Пратчет Светът на диска. Книгата е в жанр хумористично фентъзи и е издадена през 1989 г. Тя е една от книгите от поредицата, в която главните герои не участват като такива в друг от романите.
Романът „Пирамиди“ е награден с британската награда за фентъзи.
 Внимание:  Текстът по-долу разкрива сюжета на произведението (или части от него)!
Главният герой в Пирамиди е Тепик, който е син на фараона на малката страна Джелибейби. Като малък той е изпратен в Анкх-морпоркската гилдия на убийците, където учи в продължение на няколко години. Един ден, след като взима своя последен изпит и става пълноправен член на гилдията, получава съобщение, че баща му е умрял и че трябва да се завърне у дома. Това, че е първият фараон на Джелибейби, който е напускал територията на страната довежда до някои интересни проблеми.
Джелибейби в света на диска е съответствието на Древен Египет.